# Manifattura Tabacchi (Bologna)
L'Ex Reale manifattura dei Tabacchi, o Manifattura Tabacchi, si trova in via Riva di Reno a Bologna, in Emilia-Romagna. Di questo grande stabilimento, progettato dall'architetto Gaetano De Napoli nel 1906, rimane l'edificio su via Riva di Reno, dove scorreva al centro della strada il Canale di Reno, ora coperto. La facciata, da cui si accede alla Cineteca di Bologna, presenta una struttura e delle decorazioni che risentono del gusto dello Jugendstil.
Alcuni muri superstiti del complesso cingono il Parco 11 settembre.

## Storia
La Camerale Fabbrica dei Tabacchi funziona dall'inizio dell'Ottocento. È installata nel dormitorio dell'ex convento di S. Maria Nuova. La stessa chiavica del convento serve per il funzionamento delle pile da tabacco.
Impiega soprattutto donne, ritenute più abili degli uomini nell'arrotolare con cura le foglie di tabacco per confezionare sigari. Nonostante le difficili condizioni ambientali, il lavoro in Manifattura è considerato tra i più dignitosi.
La struttura è inoltre dotata di servizi avanzati: dal refettorio alla sala di maternità per i figli delle "tabacchine". Già dalla fine dell'Ottocento l'impianto bolognese è citato per il suo grado elevato di meccanizzazione.
Nel 1906 la Manifattura Tabacchi viene profondamente ristrutturata per poter accogliere la fabbricazione delle nuove spagnolette, le piccole sigarette che nel corso del secolo sostituiranno in gran parte il consumo del sigaro tradizionale.
Un unico edificio centrale prende il posto di vecchie casupole. La parte anteriore su via Riva Reno ha una nuova facciata in stile liberty ad opera dell'ing. Gaetano De Napoli.
L'intervento di ristrutturazione è all'avanguardia in Italia per il largo impiego del cemento armato secondo il "sistema Hennebique" ad opera della ditta Lambertini, attiva in seguito in numerosi cantieri cittadini, da Palazzo Ronzani (1909) al Palazzo delle poste (1911).
Gravemente danneggiata durante la seconda guerra mondiale, la Manifattura Tabacchi rimarrà in funzione in via Riva Reno fino al 1952.
Negli anni cinquanta-sessanta sarà trasferita in un nuovo grande complesso nella periferia nord, ad opera di Pier Luigi Nervi, denominato Nuova Manifattura Tabacchi.